# Eudrapa basipunctum
Eudrapa basipunctum är en fjärilsart som beskrevs av Walker 1858. Eudrapa basipunctum ingår i släktet Eudrapa och familjen nattflyn. Inga underarter finns listade i Catalogue of Life.